# Natalja Nikolajewna Iwanowa (Taekwondoin)
Natalja Nikolajewna Iwanowa (russisch Наталья Николаевна Иванова; * 1. September 1971 in Ussolje-Sibirskoje, Russische SFSR) ist eine ehemalige russische Taekwondoin. Sie startete in der olympischen Gewichtsklasse über 67 Kilogramm.

## Erfolge
Natalja Iwanowa erzielte 1996 ihren Durchbruch, als sie bei mehreren internationalen Turnieren auf den vorderen Plätzen landete und in Helsinki Europameisterin in der Gewichtsklasse über 70 Kilogramm wurde. Diesen Erfolg wiederholte sie 1998 in Eindhoven und 2002 in Samsun jeweils in der Gewichtsklasse bis 72 Kilogramm. 1997 wurde Iwanowa Vizeweltmeisterin in Hongkong. Bei den Olympischen Spielen 2000 in Sydney erreichte sie nach zwei Siegen den Finalkampf, in dem sie Chen Zhong mit 3:8 unterlag und somit die Silbermedaille gewann. Sie verpasste 2003 die Qualifikation für die Olympischen Spiele 2004 und beendete kurz darauf ihre Karriere.